# Neotoma phenax
Neotoma phenax és una espècie de mamífer rosegador de la família dels cricètids. És endèmica de Mèxic, on viu a altituds d'entre 0 i 150 msnm. Es tracta d'un animal majoritàriament nocturn que s'alimenta de fruita i fulles. El seu hàbitat natural són els boscos caducifolis tropicals. Està amenaçada per la transformació del seu medi per a usos agrícoles. El seu nom específic, phenax, significa ‘impostora’ en llatí.